# Bruno Thiry
Bruno Thiry (Sankt Vith, 1962. október 8. –) belga autóversenyző, a 2003-as európai ralibajnokság győztese.

## Pályafutása
1989 és 2002 között vett részt a rali-világbajnokságon. Ez idő alatt hetvenkét futamon állt rajthoz, öt alkalommal állt dobogón, és harminckilenc szakaszgyőzelmet szerzett. Több gyári csapat alkalmazásában versenyzett, ezek: Ford, Subaru, Skoda. Legelőkelőbb összetett világbajnoki helyezését az 1994-es szezonban érte el, amikor is az ötödik helyen zárta az évet. Rali-világbajnokságtól való visszavonulása után európai versenyeken indult, és 2003-ban megnyerte az európai ralibajnokságot.

## Külső hivatkozások
- Profilja a rallybase.nl honlapon
- Profilja az ewrc.cz honlapon
- Profilja a juwra.com honlapon